# British Home Championship 1895/96
Die British Home Championship 1895/96 war die 13. Auflage des im Round-Robin-System ausgetragenen Fußballwettbewerbs zwischen den vier britischen Nationalmannschaften von England, Irland (ab 1950/51 Nordirland), Schottland und Wales.
| Pl. | Nationalmannschaft | Sp. | S | U | N | Tore    | Punkte |
| --- | ------------------ | --- | - | - | - | ------- | ------ |
| 1.  | Schottland         | 3   | 2 | 1 | 0 | 009:400 | 05:10  |
| 2.  | England            | 3   | 2 | 0 | 1 | 012:300 | 04:20  |
| 3.  | Wales              | 3   | 1 | 0 | 2 | 007:140 | 02:40  |
| 4.  | Irland             | 3   | 0 | 1 | 2 | 004:110 | 01:50  |

|                                                 |   |            |           |
| 29. Februar 1896 in Wrexham (Racecourse Ground) |   |            |           |
| Wales                                           | – | Irland     | 6:1 (4:0) |
| 7. März 1896 in Belfast (Solitude)              |   |            |           |
| Irland                                          | – | England    | 0:2 (0:1) |
| 16. März 1896 in Cardiff (Arms Park)            |   |            |           |
| Wales                                           | – | England    | 1:9 (0:5) |
| 21. März 1896 in Dundee (Carolina Port)         |   |            |           |
| Schottland                                      | – | Wales      | 4:0 (2:0) |
| 28. März 1896 in Belfast (Solitude)             |   |            |           |
| Irland                                          | – | Schottland | 3:3 (3:2) |
| 4. April 1896 in Glasgow (Celtic Park)          |   |            |           |
| Schottland                                      | – | England    | 2:1 (2:0) |